# ぐっじょぶ
ぐっじょぶは、2007年1月9日から毎週火曜日の21:00～21:30(JST)にサンテレビジョンで放送されていたバラエティ番組。
2007年3月27日で放送終了。

## 概要
アイドル人材派遣「ドリーム＆マネー社」の社長・中川と、社員・高井が企業にアイドルを派遣。
アイドルは仕事に挑戦し、中川と高井はアイドルのサポートを行う。
面接・研修を経て、最後にはアイドルが実際の現場で仕事をする。仕事ぶりは企業の人に逐一評価され、評価に応じた金額が給料としてアイドルに支払われる。

## レギュラー出演
- ランディーズ
  - 高井俊彦
  - 中川貴志

## ゲスト
- 玲奈
- 田中美帆
- 水沢友香
- 山本リサ
- 中山知紗
- 春山ゆう
- Sei
- 鮎川りな
- 湊あさか
- 大蔵淳子
- 金城真央

## スペシャル番組
2007年3月のレギュラー終了以降は、スペシャル番組として不定期に放送されている。
1. 2007年9月16日(13：00～13：55) 60分スペシャル
  - 出演者は、黒崎あきら・松井咲枝・小泉佑莉・中吉涼子の4人。高井チームと中川チームに分かれてお仕事対決を行った。
2. 2007年12月9日(13：00～13：55) お店の裏側にせまっちゃうぞSP
  - 出演者は、川口夏未・彼方茜香。派遣先企業は、ジョーシンDISC・PIER日本橋店と、日本盛酒蔵通り煉瓦館。
3. 2008年3月9日(13：00～13：55) NO MORE 偽装 SP
  - 出演者は、永田美穂・西川紗希・増田倫子。派遣先企業は、株式会社ユーポスと、兵庫県家庭教師ネットワーク。
4. 2008年7月6日(13：00～13：55) スゴい人材育成しまっせSP
  - 出演者は、山之内真奈・松井咲枝・稲垣早希。派遣先企業は、兵庫県家庭教師ネットワークと、株式会社PGSホーム。
  - 番組内容は、前半は家庭教師として荒れた子供を更生させた。後半はPGSホームの社員に混じり、宴会芸を競った。
5. 2008年11月9日(11：00～11：54) 11月だけど次はたぶんあっても来年なので今年をもう総括しちゃいますSP
  - 出演者は、MarryDoll。派遣先企業は、兵庫県家庭教師ネットワークと、きぬがさクリニック。
  - 番組内容は、スーパー家庭教師育成合宿。美容カウンセラーに挑戦。